# In Flanders Fields

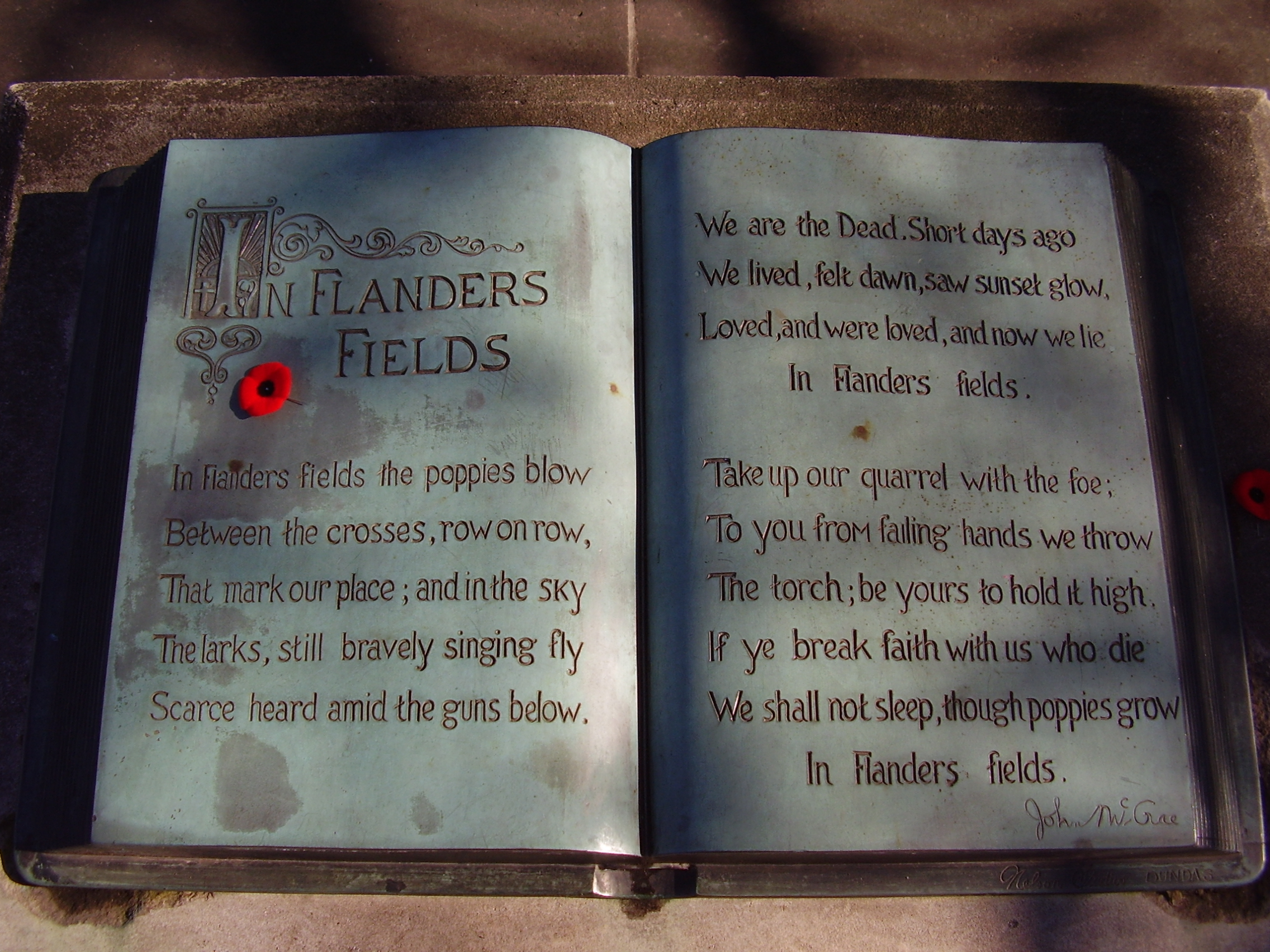
Das Gedicht am John McCrae-Memorial, gelegen an seinem Geburtshaus in Guelph, Ontario, Canada. Fotografie, aufgenommen am Remembrance Day, 2009

In Flanders Fields (deutsch Auf Flanderns Feldern) ist eines der bekanntesten englischsprachigen Gedichte über den Ersten Weltkrieg. Es wurde am 3. Mai 1915 von dem kanadischen Lieutenant Colonel John McCrae verfasst, dessen Freund am Vortag bei einem Granatenangriff in der Zweiten Flandernschlacht bei Ypern gefallen war. McCrae verarbeitete seine Trauer in einem Gedicht über die Felder in Flandern, wo der rot blühende Klatschmohn an das vergossene Blut der Gefallenen erinnert und dennoch die Hoffnung nährt, dass das Leben weitergeht. Der als Rondeau gehaltene Text wurde erstmals am 8. Dezember desselben Jahres in dem britischen Satiremagazin Punch veröffentlicht. In der englischsprachigen Welt wurde In Flanders Fields zum populärsten Gedicht über den Ersten Weltkrieg und die Mohnblüte als Remembrance Poppy zum Symbol für die Gefallenen.

## Hintergrund

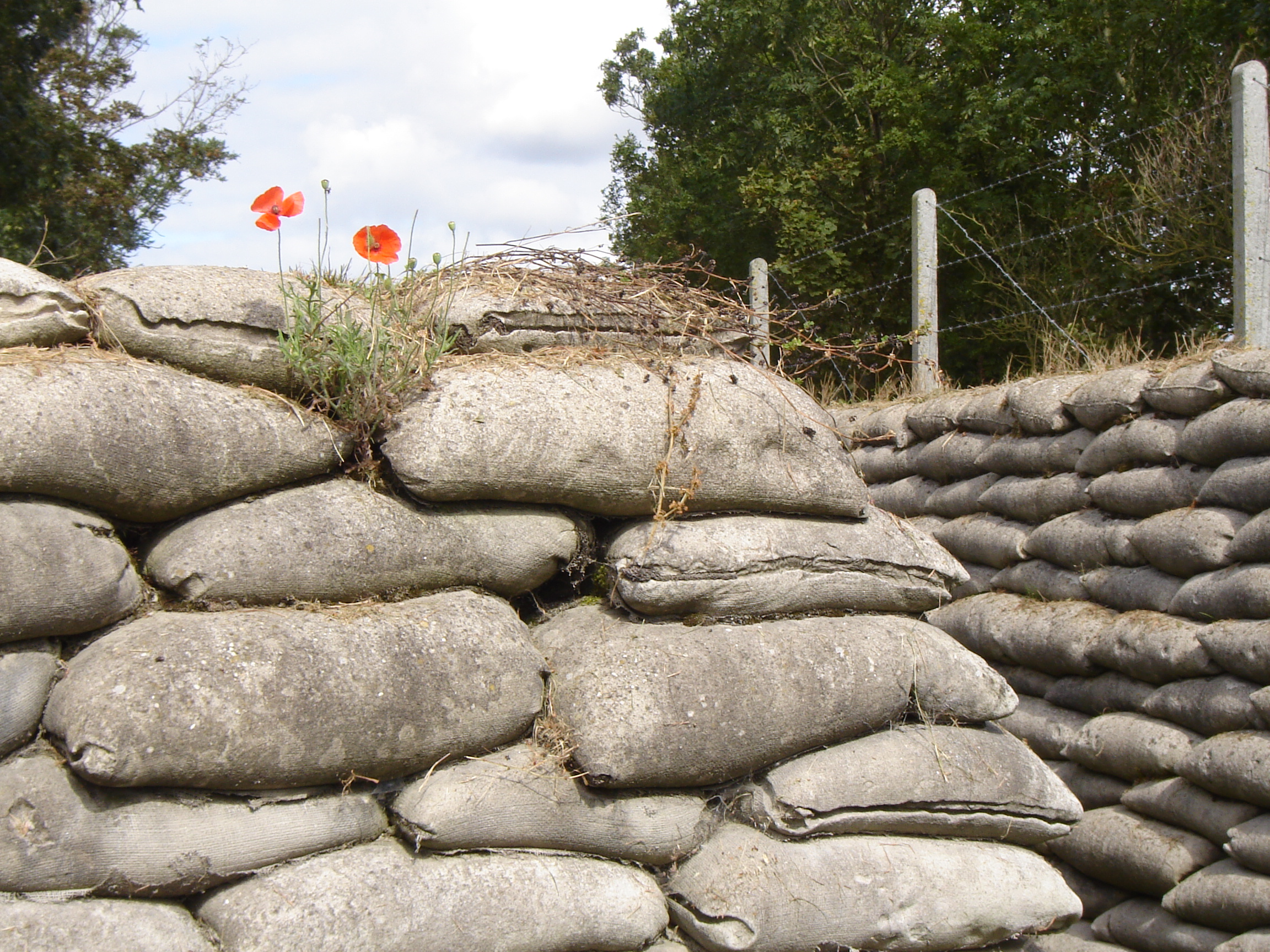
Laufgraben mit Mohnblumen, Dodengang bei Diksmuide, Westflandern

Während der Zweiten Flandernschlacht am 22. April 1915 griffen deutsche Truppen erstmals Stellungen der Alliierten mit Chlorgas an, was als eigentlicher Beginn des Gaskrieges gilt. Da das Gas schwerer als Luft ist, sank es in die Schützengräben und tötete dort schätzungsweise 10.000 Soldaten, die zumeist qualvoll erstickten. Gegen Ende der Ypern-Offensive, am 25. Mai 1915, waren ungefähr 35.000 deutsche Soldaten gefallen, die Verluste der alliierten Truppen waren ungefähr doppelt so hoch, ganze Orte waren dem Erdboden gleichgemacht, die Landschaft verwüstet. Bald nach der Schlacht wuchs zwischen den Reihen der Gräber mit den zahllosen Holzkreuzen Klatschmohn.

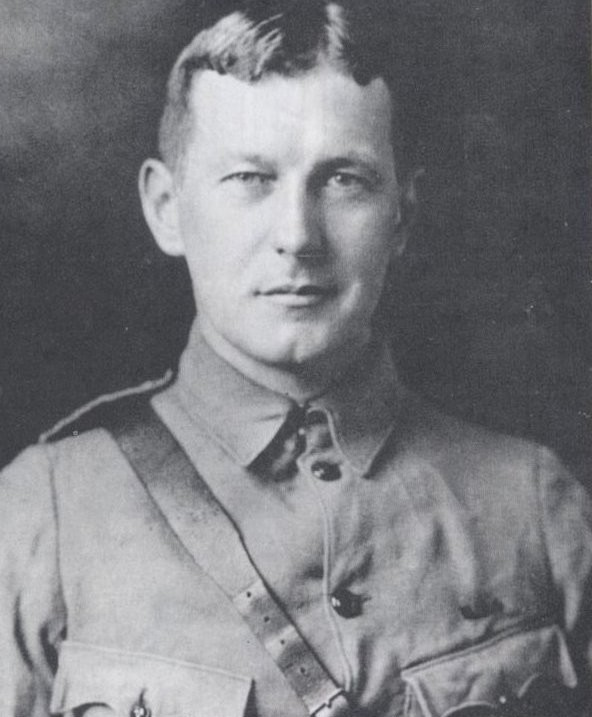
Lieutenant Colonel John Alexander McCrae

Der studierte Mediziner und Schriftsteller John Alexander McCrae (1872–1918), der als Sanitätsoffizier an der Westfront diente, verlor bei einem Angriff am 2. Mai 1915 seinen besten Freund und früheren Studenten, den gerade 22-jährigen Lieutenant Alexis Helmer, durch einen Granatsplitter. Helmer wurde noch am selben Tag auf einer Grabstätte in der Nähe von McCraes Verbandsplatz am Kanal von Ypern beerdigt. In Ermangelung eines Geistlichen hielt McCrae eine kleine Trauerzeremonie. Am darauf folgenden Tag sah der kriegsmüde Lieutenant Colonel in der Nähe des frischen Grabs aufblühenden Klatschmohn, und er begann, den Eindruck und seine Gedanken dazu in einem Notizbuch festzuhalten. Dabei wurde er von dem 22-jährigen Sergeant Cyril Allinson beobachtet, der gerade die Feldpost verteilte. Als McCrae seine Notizen beendet hatte, reichte er dem jungen Soldaten das Schriftstück. Allinson war bewegt von den Zeilen, er erinnerte sich später: „Das Gedicht war eine genaue Beschreibung der Szene, die sich uns beiden bot. Das Wort blow kam ursprünglich nicht in der ersten Zeile vor, sondern erst später, als das Gedicht im Punch erschien. Aber es wurde in der zweitletzten Zeile verwendet. Er benutzte das Wort blow (blasen), weil der Mohn an diesem Morgen tatsächlich von einem leichten Ostwind angeblasen wurde. Ich dachte in dem Moment nicht daran, dass es jemals veröffentlicht würde. Es erschien mir nur als eine genaue Beschreibung des Schauplatzes.“

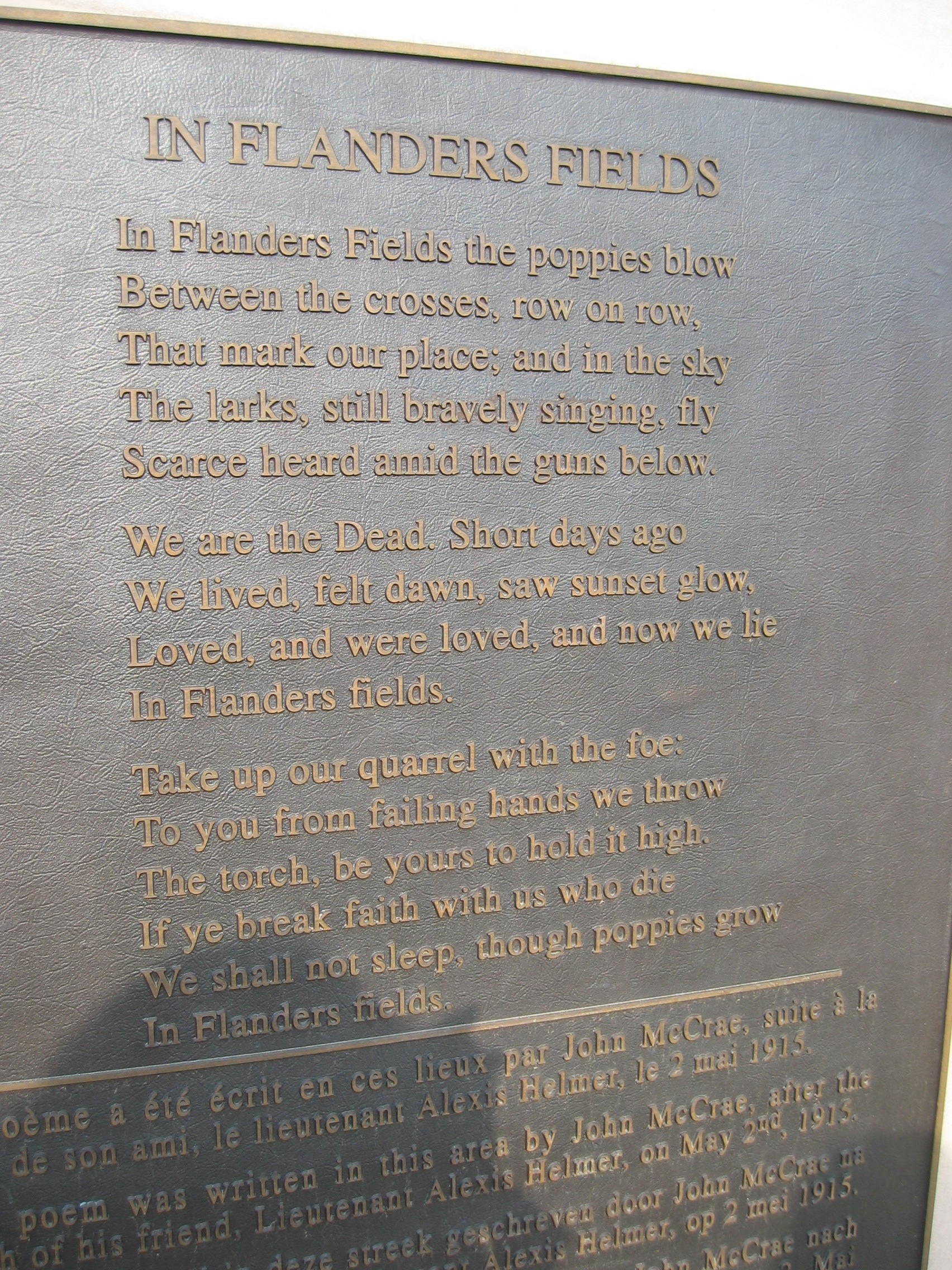
Gedenkplatte auf dem Essex Farm Military Cemetery

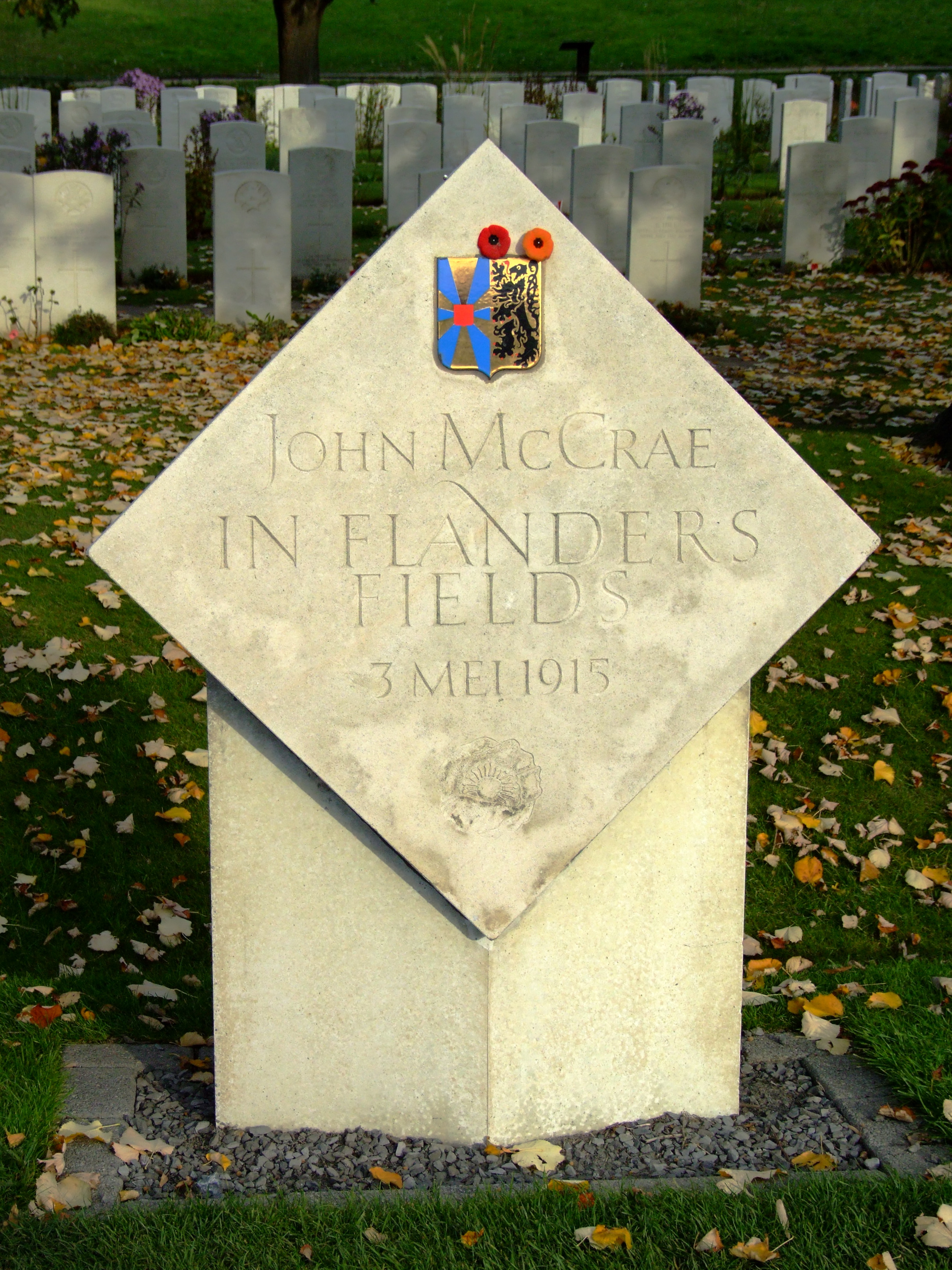
Denkmal auf dem Essex Farm Military Cemetery

Das Gedicht wäre beinahe nicht veröffentlicht worden: McCrae warf es kurzerhand weg. Verschiedenen Quellen zufolge soll der Lieutenant Colonel Edward Morrison – im zivilen Leben ein Redakteur aus Ottawa – das Schriftstück gefunden und an Zeitungsverlage in Großbritannien geschickt haben, wo es schließlich vom Satiremagazin Punch am 8. Dezember 1915 abgedruckt wurde.
John McCrae starb am 28. Januar 1918 an den Folgen einer Lungenentzündung in Verbindung mit Meningitis in einem Militärhospital bei Boulogne-sur-Mer in Nordfrankreich. Er wurde mit militärischen Ehren im nahegelegenen Wimereux beigesetzt. Eine Sammlung seiner Gedichte wurde im selben Jahr postum unter dem Titel In Flanders Fields and Other Poems veröffentlicht.
In Flanders Field etwas nördlich von Ypern, an der Stelle, an der McCrae das Gedicht schrieb, befindet sich heute der Soldatenfriedhof Essex Farm Military Cemetery. Die Bunker und Gräben sind erhalten. Ein Denkmal des Brügger Bildhauers Pieter-Hein Boudens erinnert an John McCrae, sein Gedicht ist auf einer Gedenkplatte eingraviert, die an einem der Bunker angebracht ist. Auf dem Friedhof befinden sich 1204 Gräber, davon 1107 Briten, neun Kanadier, 83 nicht identifizierte Opfer und fünf Deutsche.
Ferner ist ein US-amerikanischer Soldatenfriedhof nach In Flanders Field benannt, auf dem 368 Amerikaner beerdigt liegen. Der Friedhof liegt in der Nähe des belgischen Ortes Waregem, nicht an der Stelle, wo McCrae sein Gedicht schrieb. Der Bronzefuß des Flaggenmastes der Gedenkstätte ist mit Mohnblumen und Margeriten bepflanzt.

## Das Gedicht
In Flanders Fields

In Flanders fields the poppies blow

Between the crosses, row on row,

That mark our place; and in the sky

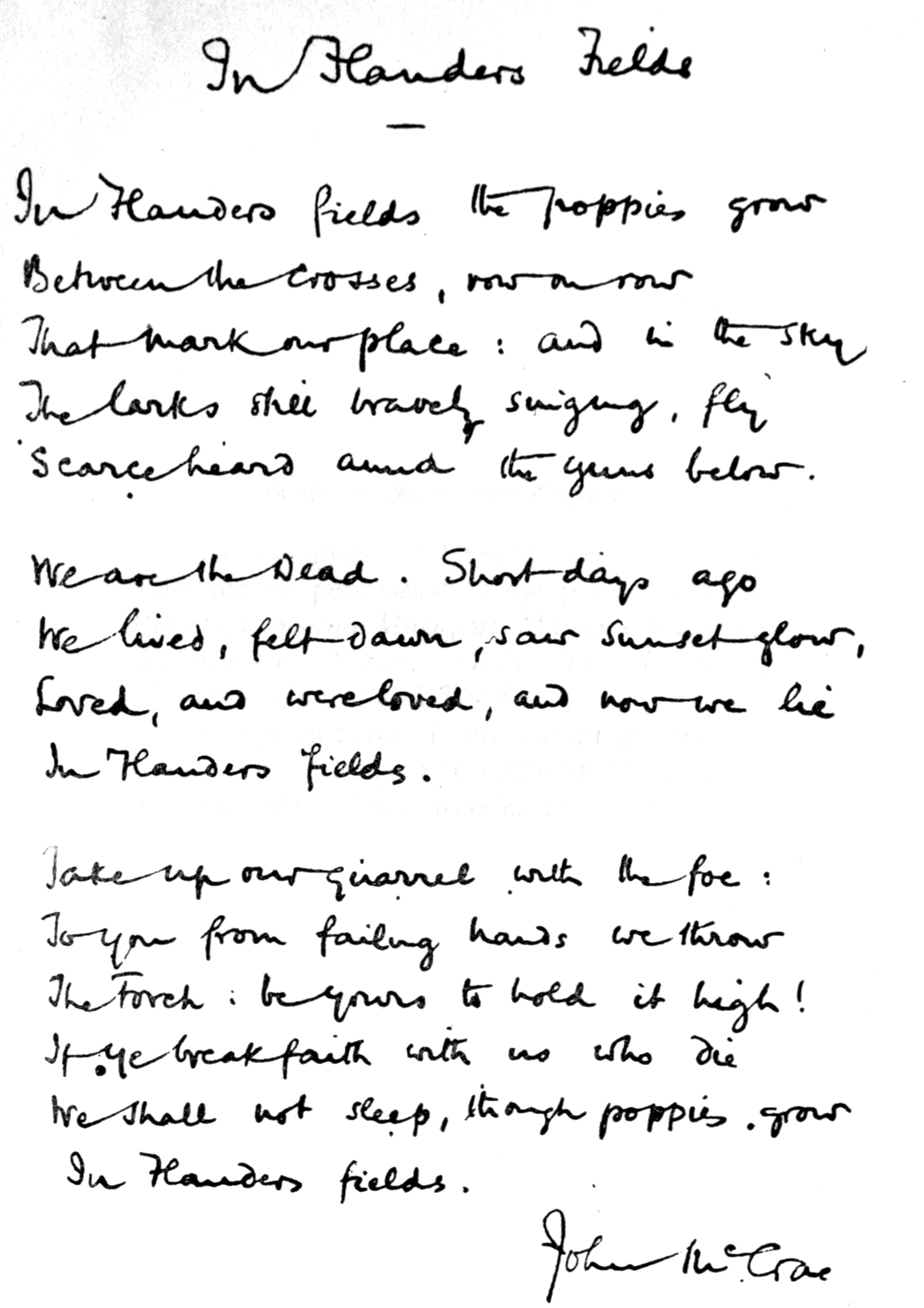
Kopie der handschriftlichen Aufzeichnung McCraes. Die erste Zeile des Gedichts endet mit „grow“ im Gegensatz zur gedruckten Fassung.

The larks, still bravely singing, fly

Scarce heard amid the guns below.

We are the dead. Short days ago

We lived, felt dawn, saw sunset glow,

Loved, and were loved, and now we lie

In Flanders fields.

Take up our quarrel with the foe:

To you from failing hands we throw

The torch; be yours to hold it high.

If ye break faith with us who die

We shall not sleep, though poppies grow

In Flanders fields.

## Symbolik

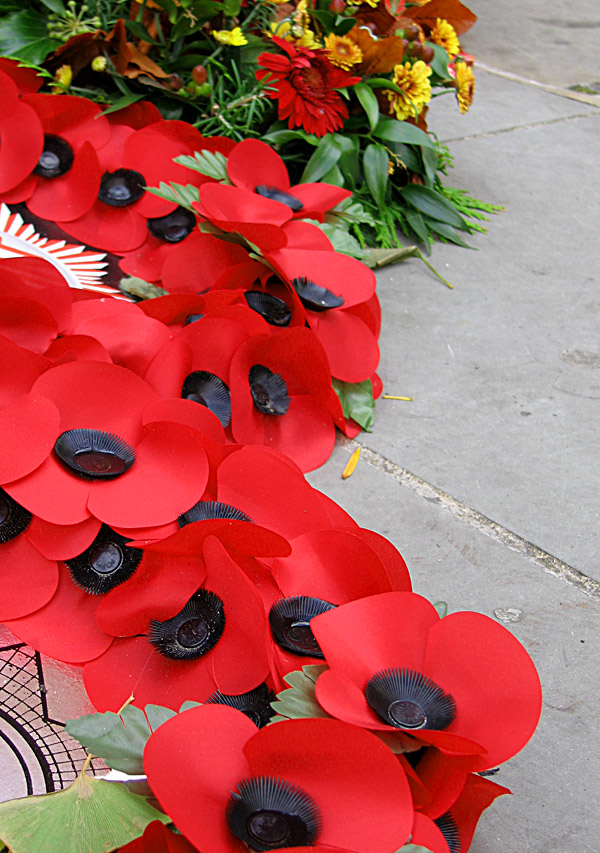
Künstliche Mohnblumen erinnern an die Toten der Weltkriege am Remembrance Day.

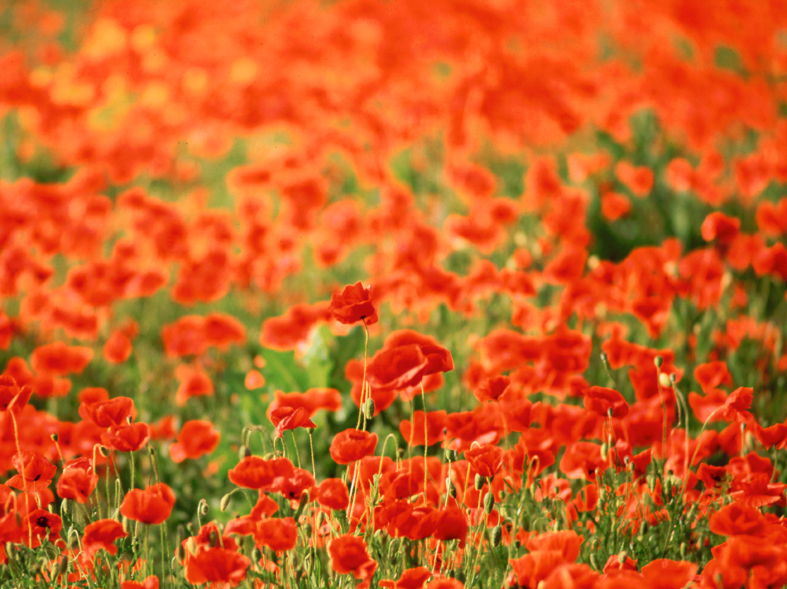
Mohnwiese

Mohnsamen bleiben sehr lange keimfähig und keimen, wenn der Boden, in dem sie abgelagert sind, gestört wird. Dies geschah während des Ersten Weltkrieges durch das ständige Bombardement.

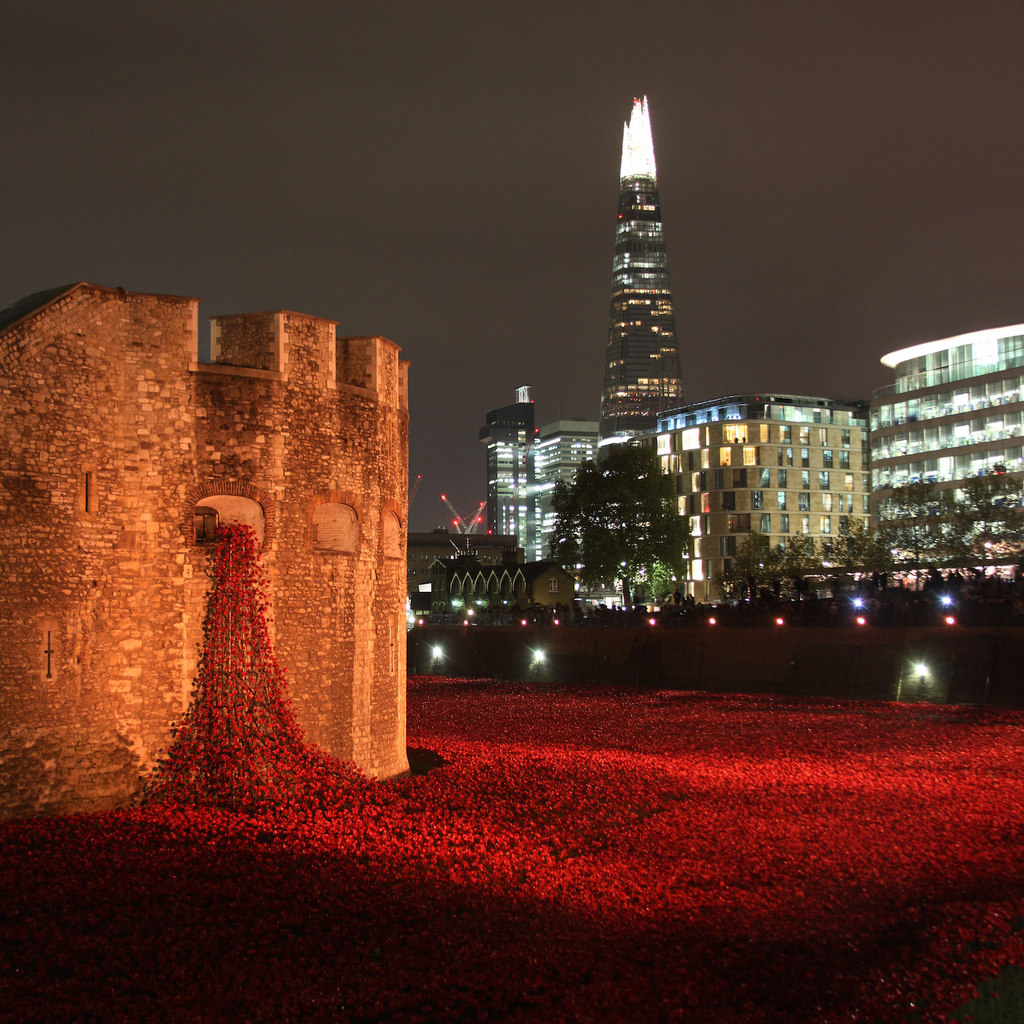
Blood Swept Lands and Seas of Red: 888.246 Mohnblumen aus Keramik im Graben des Tower of London (2014)

Der Klatschmohn (engl. poppy) wurde aufgrund des Gedichts zur Blume des Gedenkens an die zahlreichen und namenlosen Opfer des Krieges, weshalb der Kriegstotengedenktag in englischsprachigen Ländern, der Remembrance Day, auch Poppy Day genannt wird. An diesem Tag werden künstliche Mohnblumen, sogenannte Remembrance Poppies, gegen Spenden verteilt und am Revers getragen. Oft werden an den Gedenkstätten und Gräbern Mohnblüten niedergelegt. In den meisten englischsprachigen Ländern sowie in Belgien und Frankreich ist dieser Gedenktag der 11. November.
Der Mohn in McCraes Gedicht wird neben der Assoziation mit der roten Farbe des Bluts der Gefallenen auch in Zusammenhang mit der narkotisierenden Wirkungen des Schlafmohns (Papaver somniferum) interpretiert, aus dem Morphium gewonnen wird, das als starkes Schmerzmittel für die schwer verwundeten Soldaten eingesetzt wurde.

## In Flanders Fields Museum
Im ersten Stockwerk der Tuchhallen von Ypern erinnert das interaktive In Flanders Fields Museum an die Geschehnisse des Ersten Weltkriegs und dokumentiert anhand von Fotografien, Filmen und historischen Gegenständen, Modellen und Schaukästen das Leben und Sterben der Soldaten an der Westfront sowie die Zerstörung und den Wiederaufbau einer ganzen Region.

## Anmerkung
1. ↑  Das Gedicht in deutscher Fassung findet sich unter anderem hier, ekd.de, abgerufen am 30. Mai 2015.

Eine weitere, sich an Metrum und Reim des Originals orientierende Übersetzung findet sich hier, abgerufen am 26. Februar 2017.

Koordinaten: 50° 52′ 15,8″ N, 2° 52′ 24″ O